# Józef Joniec (ksiądz)
Józef Joniec (ur. 11 marca 1900 w Sowlinach, zm. 21 grudnia 1956 w Oświęcimiu) – polski duchowny katolicki, główny kapelan Brygady Strzelców Karpackich w latach 1940–1942.

## Życiorys
Józef Joniec urodził się w Sowlinach na Limanowszczyźnie, w rodzinie rolników Wojciecha i Agaty z Rysiów 11 marca 1900 roku. Miał trójkę rodzeństwa: brata Jana i siostry Anielę i Józefę. Z domu rodzinnego wyniósł wychowanie głęboko religijne i patriotyczne. Był harcerzem. Ukończył czteroletnią szkołę powszechną w Limanowej w 1911 roku. Następnie uczęszczał do Gimnazjum im. Jana Długosza w Nowym Sączu.
Po wybuchu I wojny światowej, podczas bitwy pod Limanową w dniach 2–12 grudnia 1914 przebywał w rodzinnym domu w Sowlinach. W 1916 roku przerwał naukę w gimnazjum i zaciągnął się do Legionów Polskich. Został przydzielony do II Brygady Karpackiej. W lipcu 1916 roku brał udział w bitwie pod Kostiuchnówką  na Wołyniu oraz w walkach nad Stochodem. W lipcu 1917 II brygada weszła w skład Polskiego Korpusu Posiłkowego. Joniec należał do pułku kawalerii pod dowództwem mjr. Juliusza Ostoi–Zagórskiego, stacjonującego w Stryju na Bukowinie. Po podpisaniu traktatu brzeskiego w 1918 roku był wraz z innymi żołnierzami internowany na Węgrzech.
Podczas urlopu 31 października 1918 roku kpr. Joniec wraz z por. Winiarskim i kpt. Jakubowskim zajęli posterunek austriackiej żandarmerii w Limanowej oraz rozbroili załogę obozu jenieckiego w rafinerii w Sowlinach. W 1919 brał udział w walkach w Galicji Wschodniej, za co został odznaczony Krzyżem Walecznych. Po powrocie z Lwowa kończy naukę w Prywatnym Gimnazjum im. St. Jaworskiego w Krakowie. Po wybuchu wojny polsko-bolszewickiej Joniec zgłosił się do Wojska Polskiego 13 lipca 1920 roku. W stopniu wachmistrza 9 Pułku Ułanów Małopolskich wziął udział w bitwie pod Komarowem 31 sierpnia 1920 roku. Po wojnie 1 czerwca 1921 roku zdał maturę i jesienią 1921 roku wstąpił do diecezjalnego seminarium duchownego w Krakowie.
Po ukończeniu studiów filozoficzno-teologicznych przyjął święcenia kapłańskie z rąk bpa Adama Stefana Sapiehy 19 września 1925 roku. Mszę prymicyjną odprawił w kościele pw. Matki Boskiej Bolesnej w Limanowej 20 września 1925 roku. Homilię prymicyjną wygłosił ks. Władysław Grohs de Rosenburg. W latach 1925–1930 ks. Joniec był wikariuszem w Parafii Przenajświętszej Trójcy w Czarnym Dunajcu, w latach 1930–1940 proboszczem w Balinie w Parafii Chrystusa Króla, gdzie wraz z parafianami wybudował kościół i założył cmentarz.
W styczniu 1940 ks. Joniec opuścił Balin i udał się do Szczawnicy, skąd przez Słowację dostał się na Węgry. Przez jakiś czas był kapelanem w obozach internowanych w Mád i Békés. W czerwcu 1940 przez Jugosławię, Grecję, Turcję i Syrię przedostał się do Palestyny. Został głównym kapelanem Brygada Strzelców Karpackich, organizując dla żołnierzy polskich duszpasterstwo i intensywne poznawanie sanktuariów Ziemi Świętej. W tym okresie Polacy wybudowali nowy Dom Polski, odnowili III stację Drogi Krzyżowej na Via Dolorosa i ufundowali msze wieczyste za poległych żołnierzy. Jesienią wraz z brygadą ks. Joniec przenosi się do Egiptu. Polacy kończą budowę linii obronnej wokół portu w Aleksandrii. Po przeorganizowaniu na styl brytyjski brygada przyjmuje nazwę Samodzielnej Brygady Strzelców Karpackich (ang. Polish Independent Carpathian Rifle Brigade). Polska brygada zostaje przeniesiona do twierdzy Tobruk. Jako kapelan ks. Joniec odprawiał dla wojska msze święte. Powstałe wówczas kazania zostały wydane drukiem w Jerozolimie w 1942 roku. Oprócz bitwy o Tobrukiem polscy żołnierze biorą również udział w bitwie pod Gazalą. Ks. Joniec chował zabitych żołnierzy na Cmentarzu Wojennym w Tobruku.
Pod koniec 1942 roku brygada przeniesiona zostaje do Iraku. Ks. Joniec zostaje naczelnym kapelanem 3. Dywizji Strzelców Karpackich w Mosulu. W czerwcu 1943 roku utworzono 1 Korpus Polski pod dowództwem gen. Władysława Andersa. Ks. Joniec bierze udział jako kapelan w kampanii włoskiej. Podczas walk o Monte Cassino pracował jako pomocnik sanitariuszy, z narażeniem życia pomagając żołnierzom, za co został uhonorowany Krzyżem Walecznych. W 1945 roku wziął udział w gaszeniu pożaru Bazyliki w Loreto. Z inicjatywy ks. Jońca powstaje Pomnik 3. Dywizji Strzelców Karpackich na wzgórzu 593, odsłonięty 18 lipca 1945 roku. W 1946 roku ks. Joniec wraz z żołnierzami trafił do Wielkiej Brytanii, gdzie nadal pełnił obowiązki duszpasterza wojskowego. Po rozwiązaniu 3. Dywizji w 1947 roku zdecydowała się na powrót do Polski. Przypłynął do Gdyni w stopniu podpułkownika 13 czerwca 1948 roku.
We wrześniu 1948 roku objął probostwo w Woli Justowskiej, gdzie wraz z parafianami pracował przy odnowie przeniesionego z Komorowic drewnianego kościoła. W 1951 został proboszczem i dziekanem w Oświęcimiu. Był szykanowany i przesłuchiwany przez UB. We wrześniu 1955 roku, po jednym z przesłuchań został sparaliżowany i zapadł na amnezję. Zmarł w Oświęcimiu 21 grudnia 1956 roku. Został pochowany w kaplicy cmentarnej w Oświęcimiu 24 grudnia 1956 roku. W pogrzebie uczestniczył abp Eugeniusz Baziak, kazanie wygłosił dawny kaznodzieja prymicyjny ks. Władysław Grohs.

## Publikacje
- Kazania i przemowy tobruckie, Jerozolima 1942.

## Upamiętnienie
Ks. Jońca był wspomniany na kartach książek Melchiora Wańkowicza. Imię ks. ppłk. Józefa Jońca nadano w 1996 roku Szkole Podstawowej nr 3 w Limanowej. Jedna z ulic Limanowej nosi imię ks. ppłk. Józefa Jońca. Na ścianie limanowskiej bazyliki wmurowana została tablica upamiętniająca kapłana-żołnierza.

## Odznaczenia i ordery
- Krzyż Walecznych (dwukrotnie)[1]